# Trobairitz

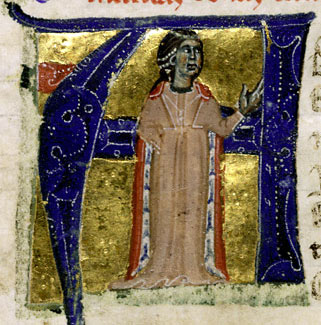
Die Trobairitz Beatriz de Dia (aus Bibliothèque nationale MS12473, 13. Jahrhundert)

Die Trobairitz waren das weibliche Gegenstück zu den Trobadors im 11. bis 13. Jahrhundert im südlichen Frankreich, im Sprachgebiet des Okzitanischen. Das Wort Trobairitz stammt, genau wie trobador und trobaire, von dem okzitanischen Wort trobar „finden, ein Lied erfinden“.

## Beschreibung
In den Handschriften, in denen die Trobadordichtung und die ihren Texten hinzugefügten Vidas (Kurzbiographien) und Razos (biographisch-anekdotische Erläuterungen zu einzelnen Liedern) überliefert sind, werden etwa 20 Frauen als Trobairitz bezeichnet und namentlich genannt. Eine Überprüfung der realen Existenz dieser Frauen ist nicht in allen Fällen möglich. Insgesamt repräsentieren die Texte der Trobairitz etwa 5 % der überlieferten Trobadordichtung. Diese Werke stellen eine Besonderheit der mittelalterlichen Lyrik dar, da sie von Frauen aus dem weiblichen Blickwinkel verfasst wurden.
Die Trobairitz stellt ein auf den okzitanischen Sprachraum und den Zeitraum vom späten 11. bis zum 13. Jahrhundert begrenztes Phänomen dar. So ist z. B. bei dem mitteleuropäischen Minnesänger kein weibliches Pendant bekannt.

## Themen
Auch wenn die Form der Werke der Trobairitz variiert, so herrscht doch als zentrales Thema das fin'amor, das Ideal der reinen oder perfekten Liebe vor. Die idealisierte höfische Liebe findet sich somit hier genauso wie bei ihren männlichen Pendants.

## Bekannte Trobairitz
Über die Anzahl der Trobairitz herrscht bislang Unklarheit, die Anzahl variiert je nach Forscher. Folgende Trobairitz sind namentlich bekannt, die entweder als alleiniges lyrisches Ich in den Dichtungen erscheinen oder als Dialogpartnerinnen:

### Als alleiniges lyrisches Ich
Azalaïs de Porcairagues, Beatriz de Dia, Beiris de Romans, Castelloza, Clara D’Anduza, Tibors de Sarenom, Azalais d'Altier, Gormonda de Monpeslier. Von Beatriz de Dia, Castelloza und Azalaïs de Porcairagues wurden mit Gold verbrämte Miniaturen aus Manuskripten der Bibliothèque nationale de France in Paris bekannt.

### Dialoge von Frau zu Frau
Alaisina Iselda und Carenza, Almucs de Castelnou und Iseut de Capion.

### Dialogpartnerinnen von Trobadors
Alamanda (mit Giraut de Bornelh), Garsenda de Forcalquier (mit Gui de Cavaillon), Felipa (mit Arnaut Plagues), Guilhelma de Rosers (mit Lanfranc Cigala), Lombarda (mit Bernart Arnaut d'Armagnac), Maria de Ventadorn (mit Gui d'Ussel), Ysabella (mit Elias Cairel)
Außerdem wird eine Reihe von anonymen Texten ebenfalls Trobairitz zugeschrieben. Des Weiteren werden einige Frauen den Trobairitz zugeordnet, obwohl keine Werke von ihnen erhalten sind (wie z. B. Gaudairença).

## Hinweise zu neuzeitlichen musikalischen Interpretationen
Die Gruppe Hespèrion XX (heute: Hespèrion XXI) mit der Sopranistin Montserrat Figueras hat als erstes Ensemble 1978 die Interpretation der Werke der Trobairitz, also die Interpretation jener alten okzitanischen Frauenlieder gewagt. Interpretiert werden Gedichte und Lieder der Condesa de Provenza Garsenda und der Condesa de Dia (= Beatriz de Dia).